# Балабан, Александр
Алекса́ндр Балаба́н (? — 1637) — военный и государственный деятель Речи Посполитой, ротмистр, полковник, староста винницкий, рогатинский, теребовльский.

## Биография
Происходил из галицкого православного семейства Балабанов герба «Корчак». Третий сын Василия Балабана, племянник гетмана великого коронного Станислава Жолкевского.
Под командованием Станислава Жолкевского Александр Балабан участвовал в войнах Польши с Москвой, крымскими татарами и запорожскими казаками. В 1610 году во время русско-польской войны он был послан коронным гетманом Станиславом Жолкевским, чтобы заверить московских бояр в неприкосновенности православии в случае избрания на царский трон королевича Владислава Вазы. В качестве командира кварцяного войска он отправил отряд под командованием Ян Одрживольского в 1618 году в рейд на татарские улусы. Ян Одрживольский со своим отрядом, разбивая татарские улусы, дошел до Чёрного моря между Белгородом и Очаковом.
Неоднократно избирался послом (депутатом) на сеймы Речи Посполитой.
В 1620 году в битве под Цецорой Александр Балабан, находившийся в окружении гетмана Станислава Жолкевского, был ранен и попал в турецкий плен. Александр Балабан стал пленником Кантимир-мурзы вместе с Яном Жолкевским, сыном погибшего гетмана. Сам отправился домой за деньгами для выкупа за себя и Яна Жолкевского (10 тысяч злотых), затем вернулся домой. За заслуги перед Речью Посполитой решением сейма ему было выделено 10000 злотых из коронной казны для возврата денег, потраченных на выкуп денег.
В 1621 году людьми А. Балабана был убит каштелян поланецкий Ян Скотницкий в окрестностях Рогатина. В 1622—1633 годах Александр Балабан судился с Софией Данилович из-за 40 тысяч злотых, будто бы потраченных им на выкуп из плена её мужа Яна Жолкевского.
В 1619 Александр Балабан в составе польской комиссии участвовал в переговорах Речи Посполитой с восставшими запорожскими казаками и подписании Раставицкого соглашения.
Осенью 1625 года в составе войск Речи Посполитой он участвовал в подавлении казацко-крестьянского восстания под руководством Марка Жмайла. 6 ноября он был послом-комиссаром Речи Посполитой во время переговоров (вместе с Якубом Собеским) с повстанцами после битвы на Куруковом озере. Польские комиссар были торжественно встречены перед лагерем отрядом из 300 казаков и сопровождены в шатер гетмана Михаила Дорошенко, где принесли присягу на общей казацком круге. Затем был подписан Куруковский договор.
В 1631 закончил строительство нового замка в Теребовли. В 1633 году Александр Балабан, получив согласие короля Сигизмунда III Вазы, передал должность старосты теребовльского своему сыну Юрию.
А. Балабану принадлежала Отыния. При его содействии было закончено строительство нового Угорницкого Спасо-Преображенского монастыря. В конце жизни Александр Балабан, с оружием в руках верно служивший интересам Речи Посполитой, был защитником православия.

## Семья и дети
Жена — Варвара (Барбара) Яновна Ярмолинская герба «Корчак». Их дети:
- Юрий, староста теребовльский
- Александр

Согласно Касперу Несецкому, дети Александра Балабана, попав в Италию, отреклись от православия и приняли униатство.